# Courtney Love

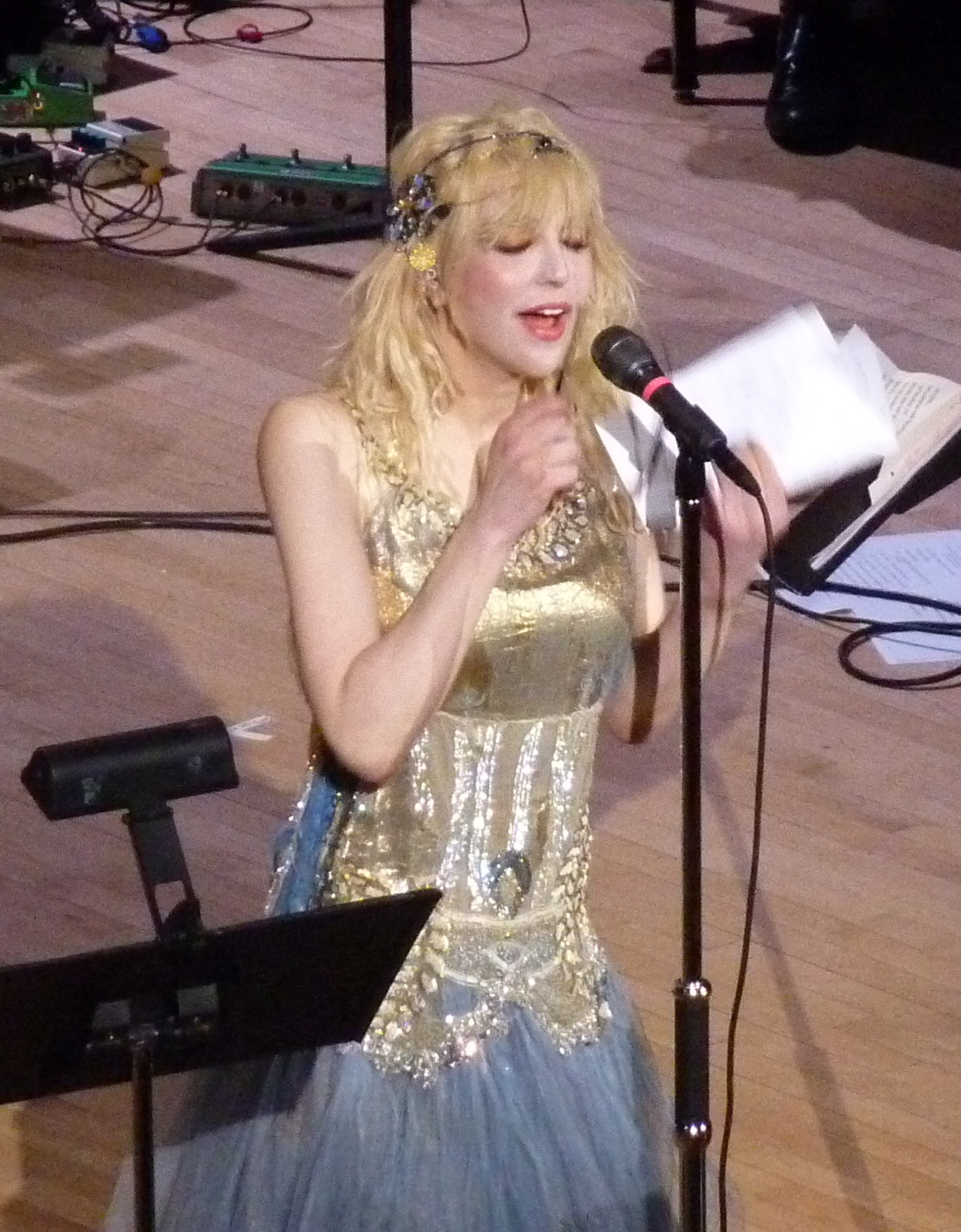
Courtney Love la Carnegie Hall, 2009.

Courtney Love Cobain (nume real: Courtney Michelle Harrison, n. 9 iulie 1964, San Francisco, California) este o artistă rock și actriță americană.

## Biografie

### Familie
Love este fiica psihoterapeutului Linda Carroll și a fostului manager al trupei Grateful Dead, Hank Harrison. Love a fost căsătorită cu vocalistul trupei grunge Nirvana, Kurt Cobain împreună cu care are o fiică, Frances Bean Cobain.
O fire rebelă, provocatoare și nonconformistă, Courtney Love a fost catalogată de revista Rolling Stone ca fiind cea mai controversată prezență feminină din istoria rock-ului alternativ.

### Rock alternativ
În 1986 Love a debutat ca actriță în Sid and Nancy un film în regia lui Alex Cox, ce îl avea în rol principal pe Sid Vicious, basistul trupei Sex Pistols. 
În 1989 și-a înființat propria trupă de rock alternativ Hole care s-a destrămat după lansarea celui de al 3-lea album, Celebrity Skin în 1998.
De-a lungul anilor a continuat să apară în diverse roluri de cinema, cel mai memorabil fiind Althea Leasure Flynt din The People vs. Larry Flynt (1996) pentru care este nominalizată la Globurile de Aur. 
În 2004 revine pe piața muzicală ca artist solo cu America’s Sweetheart iar în 2010 re-înființează trupa Hole alături de noi membrii lansând pe piață albumul Nobody's Daughter.

## Discografie
cu Hole
- Pretty on the Inside (1991)
- Live Through This (1994)
- Celebrity Skin (1998)
- Nobody's Daughter (2010)

Courtney Love
- America's Sweetheart (2004)